# كورتني لوف
كورتني ميشال لوف Courtney Michelle Love هي مغنية، كاتبة أغاني وممثلة أمريكية (ولدت في 9 جويلية 1964 بسان فرانسيسكو كاليفورنيا). اشتهرت بزواجها من المغني الرئيسي لفرقة نيرفانا كيرت كوبين.

## روابط خارجية
- كورتني لوف على موقع IMDb (الإنجليزية)
- كورتني لوف على موقع الموسوعة البريطانية (الإنجليزية)
- كورتني لوف على موقع روتن توميتوز (الإنجليزية)
- كورتني لوف على موقع مونزينجر (الألمانية)
- كورتني لوف على موقع ألو سيني (الفرنسية)
- كورتني لوف على موقع ميوزك برينز (الإنجليزية)
- كورتني لوف على موقع رولينغ ستون (الإنجليزية)
- كورتني لوف على موقع أول موفي (الإنجليزية)
- كورتني لوف على موقع قاعدة بيانات الأفلام السويدية (السويدية)
- كورتني لوف على موقع إن إن دي بي (الإنجليزية)